# Fleur Adcock
Fleur Kareen Adcock (Papakura, 10 febbraio 1934 – Londra, 11 ottobre 2024) è stata una poetessa neozelandese.

## Biografia
Trascorse gli anni della seconda guerra mondiale in Inghilterra. Al suo ritorno si laureò all'Università Victoria di Wellington nel 1955. Successivamente lavorò all'Università di Otago, poi in diverse biblioteche in Nuova Zelanda e in seguito a Londra, dove finì per stabilirsi. Sebbene avesse scritto poesie sin dall'infanzia, la prima raccolta fu pubblicata soltanto nel 1964.
Predilesse i temi classici e l'analisi di relazioni personali e familiari, descritte con ironia e con una notevole capacità di introspezione psicologica.
Curò una raccolta di poeti neozelandesi (1982) e una di poetesse (1987) del ventesimo secolo.
Fleur Adcock è morta dopo breve malattia l'11 ottobre 2024, all'età di 90 anni.

## Vita privata
Divorziò due volte ed ebbe due figli.

## Opere
- 1964 – The Eye of the Hurricane
- 1967 – Tigers
- 1971 – High Tide in the Garden
- 1974 – The Scenic Route
- 1979 – The Inner Harbour
- 1988 – Meeting the Comet
- 1991 – Time-zone
- 1997 – Looking back
- 2000 – Poems 1960-2000